# Angel: Dopo la caduta
Angel: Dopo la caduta è una serie a fumetti statunitense, pubblicata dalla IDW Publishing. È la continuazione ufficiale della serie televisiva Angel, operazione analoga a quella effettuata con Buffy l'ammazzavampiri - ottava stagione, che prosegue la serie televisiva di cui Angel era uno  spin-off. Il primo numero ha avuto un tale successo negli Stati Uniti d'America da richiedere tre ristampe.
Scritta da Brian Lynch e disegnata da Franco Urru, si avvale del contributo alle trame di Joss Whedon, creatore del Buffyverse. Le copertine, realizzate in più versioni per ciascun numero, sono affidate a Tony Harris e allo stesso Urru.
In Italia è pubblicata da Italycomics a partire da ottobre 2010.

## Episodio n. 1
- Titolo originale: After the Fall n. 1
- Titolo italiano: Dopo la caduta n. 1
- Data di pubblicazione: 21 novembre 2007
- Data di pubblicazione edizione italiana: 22 ottobre 2010
- Trama episodio: In seguito al tradimento di Angel, la Wolfram&Hart ha spalancato le porte dell'Inferno su Los Angeles, rendendola un campo di battaglia tra fazioni di demoni, che si affrontano senza sosta per dividersi la città. Angel, grazie all'aiuto di un enorme drago, nuovo imprevisto alleato del vampiro, cerca di salvare più umani possibili, affidandoli a Connor, Gwen e Nina. E mentre Wesley, ormai incorporeo, è vincolato a servire la Wolfram&Hart anche dopo la morte, Gunn affronta le conseguenze della battaglia finale contro il Circolo della Spina Nera…

## Episodio n. 2
- Titolo originale: After the Fall n. 2
- Titolo italiano: Dopo la caduta n. 2
- Data di pubblicazione: 19 dicembre 2007
- Data di pubblicazione edizione italiana: 29 ottobre 2010
- Trama episodio: Quando Angel si reca a Santa Monica per proteggere Connor da un demone che vuole vendicare l'uccisione del figlio, Gwen gli dice che c'è un nuovo nemico in circolazione, e gli mostra una frase scritta col sangue. Angel capisce che si tratta di Spike, che, trasferitosi a Beverly Hills, è diventato il boss della zona, e raccoglie attorno a sé un certo numero di seguaci umani e demoniaci: tra di essi c'è Illyria, che interviene in aiuto di Spike, attaccato da Angel. Ma anche Gunn ce l'ha con il secolare vampiro, ritenendolo il responsabile della sua vampirizzazione...

## Episodio n. 3
- Titolo originale: After the Fall n. 3
- Titolo italiano: Dopo la caduta n. 3
- Data di pubblicazione: 16 gennaio 2008
- Data di pubblicazione edizione italiana: 5 novembre 2010
- Trama episodio: Angel viene gravemente ferito da Illyria, che nel frattempo sembra ancora vittima dei salti temporali di cui ha sofferto in passato. Connor raggiunge Angel e Spike e rivela di aver stretto un'alleanza con il vampiro biondo. Subito dopo, Angel ha un colloquio non troppo amichevole con i demoni che si stanno dividendo le zone di Los Angeles, e li sfida in battaglia per il controllo dell'intera città. Le ferite provocate da Illyria sembrano non guarire velocemente come al solito per il vampiro, che però forse nasconde un segreto…

## Episodio n. 4
- Titolo originale: After the Fall n. 4
- Titolo italiano: Dopo la caduta n. 4
- Data di pubblicazione: 20 febbraio  2008
- Data di pubblicazione edizione italiana: 12 novembre 2010
- Trama episodio: Mentre Angel è costretto a curare le sue ferite con la magia, alla Wolfram & Hart, arrivano due demoni che scortano lui e Wesley dal loro capo, una vecchia conoscenza dell'ex vampiro. Quando Angel e Wesley arrivano a destinazione, a Silver Lake, scoprono che il signore del luogo è Lorne, che comunica loro di voler restare neutrale nella battaglia tra i signori di Los Angeles. Il demone verde, però, intende aiutare Angel e gli offre il suo migliore campione: il Groosalugg, che sembra molto entusiasta di aiutare un vecchio amico. Nel frattempo, Gunn si prepara ad attaccare il palazzo della Wolfram & Hart, approfittando dell'assenza dei suoi inquilini. Insieme al suo gruppo di vampiri, Gunn mette una bomba che fa saltare l'intero edificio, nello stesso istante una conversazione tra Lorne e Wesley viene interrotta in modo inaspettato…

## Episodio n. 5
- Titolo originale: After the Fall n. 5
- Titolo italiano: Dopo la caduta n. 5
- Data di pubblicazione: 19 marzo  2008
- Data di pubblicazione edizione italiana: 19 novembre 2010
- Trama episodio: Tutto è pronto per la battaglia, tutti si sono schierati, ed Angel riceve un graditissimo aiuto dalla gang che torna a combattere con lui. Adesso c'è qualche probabilità in più di vincere, ma un assordante colpo di scena potrebbe fra cambiare il piatto della bilancia... ricordate nessuno di nome Fred?

## Episodio n. 6
- Titolo originale: After the Fall n. 6 First night. Part 1
- Titolo italiano: -
- Data di pubblicazione: 2 aprile  2008
- Data di pubblicazione edizione italiana: gennaio 2011
- Trama episodio: Prima parte di First night, che spiegherà cosa è successo esattamente dopo Not Fade Away, a Los Angeles e a Spike, Connor, e Lorne.

## Episodio n. 7
- Titolo originale: After the Fall n. 7 First night. Part 2
- Titolo italiano: -
- Data di pubblicazione: 7 maggio 2008
- Data di pubblicazione edizione italiana: -
- Trama episodio: Seconda parte di First night. Protagonisti Wesley, Fred e Kate, che torna dopo tanto tempo, per soccorrere Connor.

## Episodio n. 8
- Titolo originale: After the Fall n. 8 First night. Part 3
- Titolo italiano: -
- Data di pubblicazione: 11 giugno  2008
- Data di pubblicazione edizione italiana: -
- Trama episodio: Terza e ultima parte di First night. Protagonisti Gwen, Gunn e i cittadini di Los Angeles.

## Episodio n. 9
- Titolo originale: After the Fall n. 9
- Titolo italiano: -
- Data di pubblicazione: 18 giugno  2008
- Data di pubblicazione edizione italiana: -
- Trama episodio: Riprende la narrazione interrotta al numero 5.

## Episodio n. 10
- Titolo originale: After the Fall n. 10
- Titolo italiano: -
- Data di pubblicazione: 2 luglio  2008
- Data di pubblicazione edizione italiana: -
- Trama episodio: Angel vuol scoprire chi ha pianificato tutto fin dall'inizio. Spike ha qualcosa di importante da raccontare a Wesley. Illyria ha un nuovo ruolo.

## Episodio n. 11
- Titolo originale: After the Fall n. 11
- Titolo italiano: -
- Data di pubblicazione: 13 agosto  2008
- Data di pubblicazione edizione italiana: -
- Trama episodio: Angel e Gunn riuniti.

## Episodio n. 12
- Titolo originale: After the Fall n. 12
- Titolo italiano: -
- Data di pubblicazione: 4 settembre  2008
- Data di pubblicazione edizione italiana: -
- Trama episodio: Angel e Gunn riuniti non funzionano molto bene. Angel ritrova una vecchia e cara amica...

## Episodio n. 13
- Titolo originale: After the Fall n. 13
- Titolo italiano: -
- Data di pubblicazione: 22 ottobre  2008
- Data di pubblicazione edizione italiana: -
- Trama episodio: Continua la divergenza di opinioni tra Angel e Gunn... Wesley riceve una di quelle offerte che non si possono rifiutare.

## Episodio n. 14
- Titolo originale: After the Fall n. 14
- Titolo italiano: -
- Data di pubblicazione: 19 novembre  2008
- Data di pubblicazione edizione italiana: -
- Trama episodio: La verità è rivelata: il grande piano. La gente muore e il male sembra vincere.

## Episodio n. 15
- Titolo originale: After the Fall n. 15
- Titolo italiano: -
- Data di pubblicazione: 17 dicembre 2008
- Data di pubblicazione edizione italiana: -
- Trama episodio: Sono tutti riuniti, ma le cose vanno male...

## Episodio n. 16
- Titolo originale: After the Fall n. 16
- Titolo italiano: -
- Data di pubblicazione: 21 gennaio  2009
- Data di pubblicazione edizione italiana: -
- Trama episodio: Penultimo numero

## Episodio n. 17
- Titolo originale: After the Fall 17
- Titolo italiano: -
- Data di pubblicazione: 11 febbraio  2009
- Data di pubblicazione edizione italiana: -
- Trama episodio: Ultimo numero.

## Episodio n. 18
- Titolo originale: Angel Aftermath 18
- Titolo italiano: -
- Data di pubblicazione: 25 febbraio  2009
- Data di pubblicazione edizione italiana: -
- Trama episodio: Dopo 2 settimane dal finale. Riassunto generale. Introduzione di Angel: Aftermath.

## Episodio n. 19
- Titolo originale: Angel Aftermath 19
- Titolo italiano: -
- Data di pubblicazione: 18 marzo  2009
- Data di pubblicazione edizione italiana: -
- Trama episodio: Angel e la sua Gang, di ritorno dall'inferno, trovano un nuovo nemico, che vuole vendicarsi.

## Episodio n. 20
- Titolo originale: Angel Aftermath 20
- Titolo italiano: -
- Data di pubblicazione: 22 aprile  2009
- Data di pubblicazione edizione italiana: -
- Trama episodio: Angel tenta di tornare alla normalità, ma appare un nuovo personaggio femminile: cat-changer Dez.

## Episodio n. 21
- Titolo originale: Angel Aftermath 21
- Titolo italiano: -
- Data di pubblicazione: 20 maggio  2009
- Data di pubblicazione edizione italiana: -
- Trama episodio:

## Episodio n. 22
- Titolo originale: After the Fall n. 22
- Titolo italiano: -
- Data di pubblicazione: 17 giugno 2009
- Data di pubblicazione edizione italiana: -
- Trama episodio:

## Episodio n. 23
- Titolo originale: After the Fall n. 23
- Titolo italiano: -
- Data di pubblicazione: 1º luglio 2009
- Data di pubblicazione edizione italiana: -
- Trama episodio:

## Episodio n. 24
- Titolo originale: After the Fall n. 24
- Titolo italiano: -
- Data di pubblicazione: 5 agosto 2009
- Data di pubblicazione edizione italiana: -
- Trama episodio:

## Episodio n. 25
- Titolo originale: After the Fall n. 25
- Titolo italiano: -
- Data di pubblicazione: 30 settembre 2009
- Data di pubblicazione edizione italiana: -
- Trama episodio: